# Abdul Rahim Hatif
Abdul Rahim Hatif (Kandahar, 20 maggio 1926 – Alphen aan den Rijn, 19 agosto 2013) è stato un politico afghano, ultimo presidente della Repubblica dell'Afghanistan per un breve periodo dal 16 aprile al 28 aprile 1992.
Precedentemente era già stato vicepresidente sotto la presidenza di Mohammad Najibullah.

## Carriera
Abdul Rahim Hatif era uno dei vicepresidenti di Mohammad Najibullah sin dalle elezioni del 1988, servi come vicepresidente dal luglio 1991 all'aprile 1992.
Prima della caduta di Kabul nel 1992, era l'effettivo presidente della Repubblica Democratica dell'Afghanistan da due settimane, in seguito alle dimissioni di Mohammad Najibullah, prima della presa del potere della Jamiat-e Islami.
In seguito andò in esilio nei Paesi Bassi dove morì il 19 agosto 2013.
| Controllo di autorità | VIAF (EN) 61225140 · ISNI (EN) 0000 0000 4178 2919 · LCCN (EN) no2003003436 |